# Mo i Rana Lufthavn, Røssvoll
Mo i Rana Lufthavn, Røssvoll, (IATA: MQN, ICAO: ENRA) er en regional lufthavn 2.4 km fra Røssvoll, 13.7 km fra Mo i Rana, Nordland, Norge. I 2009 ekspederede den 105.608 passagerer og 7.396 flybevægelser.
Lufthavnen er ejet og drevet af det statslige selskab Avinor.

## Flyselskaber og destinationer
Widerøe er eneste flyselskab der betjener Mo i Rana Lufthavn. De flyver til en række byer i Nordland og Nord-Trøndelag med offentlige tilskud fra Samferdselsdepartementet.
| Flyselskaber | Destinationer                                               |
| ------------ | ----------------------------------------------------------- |
| Widerøe      | Bodø, Brønnøysund, Namsos, Mosjøen, Rørvik, Trondheim, Oslo |